# Arrestatieteam
Een arrestatieteam (AT) is een gespecialiseerd team om mensen te arresteren. De taken bestaan onder meer uit het ingrijpen in levensbedreigende of tactisch moeilijke situaties, zoals gijzelingen, aanhouding van vuurwapengevaarlijke verdachten en aanhouding van met zelfdoding dreigende personen. Dergelijke teams bestaan in veel jurisdicties. Arrestatieteams kunnen zelfstandig zijn of onderdeel zijn van een groter korps, zoals politie, militaire politie, geheime diensten, beveiligingsdiensten of de krijgsmacht.
Ondersteuning van andere eenheden kan tot het takenpakket behoren, evenals werk dat maar zijdelings verband houdt met arrestaties. Anderzijds zijn er ook eenheden die wel als arrestatieteam kunnen optreden, zonder dat het hun hoofdtaak is, bijvoorbeeld snellereactie-eenheden.
De term arrestatieteam wordt gewoonlijk gebruikt voor teams die een welomschreven opdracht van of namens de overheid hebben, maar er zijn ook wel gevallen bekend waarbij burgerwachten vermeende overtreders aanhielden. De Nederlandse wet staat burgers echter alleen aanhouding op heterdaad toe.

## Voorbeelden
Onderstaande, onvolledige opsomming bevat zowel arrestatieteams als overheidsinstellingen waar de teams onder vallen. Niet alle eenheden bestaan nog.
- België: Directie speciale eenheden (DSU), speciale eenheden van de federale politie bestaande uit een gecentraliseerde eenheid en 4 gedeconcentreerde eenheden, de zogenaamde POSA-eenheden.  Voormalige benamingen voor DSU en die soms nog gebruikt worden: Speciaal Interventie Eskadron (SIE), Commissariaat-Generaal Special Units (CGSU) en Groep Diane. Momenteel hebben ook 18 politiezones een eenheid van bijzondere bijstand, geregeld door de ministeriële omzendbrief GPI 81. Deze eenheden van niveau 2 (DSU is niveau 3) bestaan vooral in de grotere steden en centrumsteden.
- Frankrijk: RAID (Recherche, d’Assistance, d’Intervention et de Dissuasion), een antiterreureenheid van de Franse Nationale politie. En soortgelijke eenheden die Groupe d'Intervention de la Police Nationale (GIPN) genoemd worden. De Franse Gendarmerie heeft de eenheid Groupe d'Intervention de la Gendarmerie Nationale (GIGN).
- Groot-Brittannië: Specialist Firearms Command, een politieonderdeel.
- Nederland: Aanhoudings- en Ondersteuningsteam, Aanhoudingseenheid, Bijzondere Bijstands Eenheid, Brigade Speciale Beveiligingsopdrachten, Dienst Speciale Interventies.
- Turkije: Özel Harekat, een zwaar bewapende speciale politie-eenheid.
- Verenigde Staten: SWAT.